# Gedenknaald Peter Stuyvesant
De Gedenknaald Peter Stuyvesant is een monument in Scherpenzeel in de Nederlandse gemeente Weststellingwerf.
De gedenknaald staat aan de kruising van de Pieter Stuyvesantweg (N351) met de Grindweg en de Spangahoekweg aan de zuidzijde van het dorp.
Op 13 juli 1955 werd het monument onthuld toen ook de Pieter Stuyvesantweg werd geopend. Het is ontworpen door kunstenaar Jentsje Popma.
Het bestaat uit een hoge zuil, met op een zijde een medaillon met de beeltenis van Peter Stuyvesant en bovenop op de zuil de contouren van een 16e-eeuws zeilschip.